# Notre-Dame-de-Sanilhac
Notre-Dame-de-Sanilhac ist eine Ortschaft und eine Commune déléguée in der französischen Gemeinde Sanilhac mit 3.290 Einwohnern (Stand: 1. Januar 2022) im Département Dordogne in der Region Nouvelle-Aquitaine.

## Geographie
Notre-Dame-de-Sanilhac liegt rund sechs Kilometer südlich des Stadtzentrums von Périgueux. Als Gemeinde wurde Notre-Dame-de-Sanilhac umgeben von den Nachbargemeinden Périgueux im Norden, Boulazac im Nordosten, Atur im Nordosten und Osten, Marsaneix im Südosten, Église-Neuve-de-Vergt im Südosten und Süden, Chalagnac im Süden und Südwesten, Coursac im Westen sowie Coulounieix-Chamiers im Nordwesten.
Durch die Gemeinde führen die Autoroute A89 und die Route nationale 21.

## Geschichte
1823 wurde die bis dahin eigenständige Gemeinde Saint-Pierre-ès-Liens nach Notre-Dame-de-Sanilhac eingegliedert.
Mit Wirkung vom 1. Januar 2017 wurden die ehemaligen Gemeinden Breuilh, Marsaneix und Notre-Dame-de-Sanilhac fusioniert und bilden als Communes déléguées seitdem die Commune nouvelle Sanilhac. Die Gemeinde Notre-Dame-de-Sanilhac gehörte zum Arrondissement Périgueux.

### Bevölkerungsentwicklung
| Jahr                      | 1962 | 1968 | 1975 | 1982 | 1990 | 1999 | 2006 | 2011 |
| Einwohner                 | 1760 | 1927 | 2062 | 2220 | 2577 | 2617 | 2810 | 3089 |
| Quelle: Cassini und INSEE |      |      |      |      |      |      |      |      |

## Sehenswürdigkeiten
- Kirche Notre-Dame-des-Vertus aus dem 19. Jahrhundert
- Haus Pouzelande aus dem 16. Jahrhundert, im 19. Jahrhundert wieder errichtet

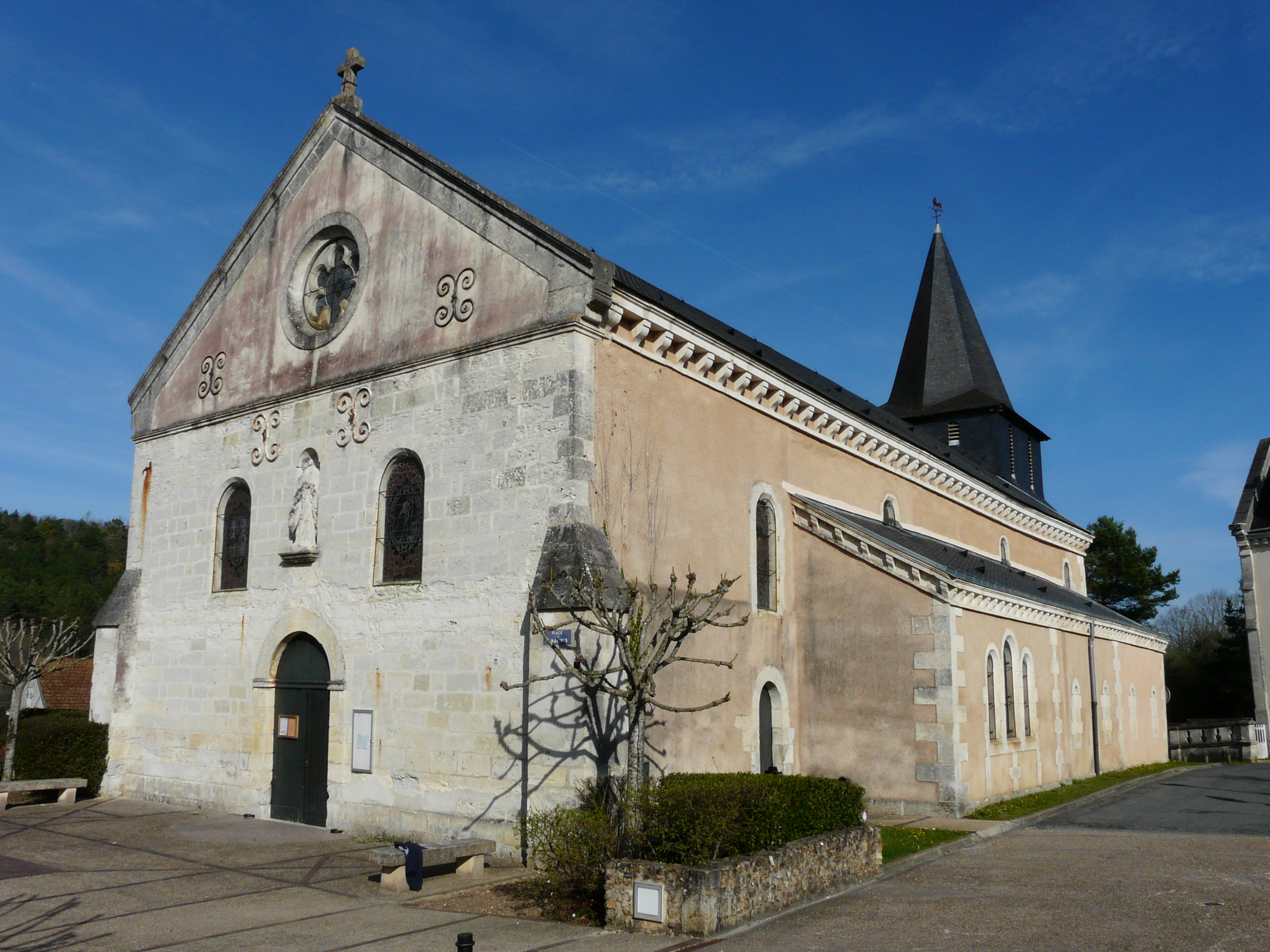
Kirche Notre-Dame-des-Vertus

## Persönlichkeiten
- Léon Bloy (1846–1917), Schriftsteller und Philosoph